# Subprefectures de Hokkaido
Les Subprefectures de Hokkaidō són les subdivisions de la Prefectura d'Hokkaidō anomenades 支庁 (shichō) en japonès, que podria ser traduït com a subprefectura. Normalment, l'àrea d'una subprefectura consisteix d'unes poques a una dotzena de ciutats, viles i pobles. Per raons històriques, alguna gent gran de Hokkaidō fan servir el nom de la subprefectura amb el sufix -kannai en les seves adreces.

## Llista de subprefectures
| Mapa de les subprefectures                                                                         |               |                      |                       |           |                     |                 |            |            |           |           |
| Subprefectura                                                                                      | Subprefectura | en japonès           | Subprefectura general | Capital   | Municipi més poblat | Població (2009) | Àrea (km²) | Municipis  | Municipis | Municipis |
| 1                                                                                                  | Okhotsk       | オホーツク総合振興局 | Okhotsk               | Abashiri  | Kitami              | 309,487         | 10,690.62  | 3 ciutats  | 14 viles  | 1 poble   |
| 2                                                                                                  | Iburi         | 胆振総合振興局       | Iburi                 | Muroran   | Tomakomai           | 419,115         | 3,698.00   | 4 ciutats  | 7 viles   |           |
| 3                                                                                                  | Ishikari      | 石狩振興局           | Sorachi               | Sapporo   | Sapporo             | 2,324,878       | 3,539.86   | 6 ciutats  | 1 vila    | 1 poble   |
| 4                                                                                                  | Kamikawa      | 上川総合振興局       | Kamikawa              | Asahikawa | Asahikawa           | 527,575         | 10,619.20  | 4 ciutats  | 17 viles  | 2 pobles  |
| 5                                                                                                  | Kushiro       | 釧路総合振興局       | Kushiro               | Kushiro   | Kushiro             | 252,571         | 5,997.38   | 1 ciutat   | 6 viles   | 1 poble   |
| 6                                                                                                  | Nemuro*       | 根室振興局           | Kushiro               | Nemuro    | Nemuro              | 84,035          | 3,406.23   | 1 ciutat   | 4 viles   |           |
| 7                                                                                                  | Oshima        | 渡島総合振興局       | Oshima                | Hakodate  | Hakodate            | 433,475         | 3,936.46   | 2 ciutats  | 9 viles   |           |
| 8                                                                                                  | Rumoi         | 留萌振興局           | Kamikawa              | Rumoi     | Rumoi               | 53,916          | 3,445.75   | 1 ciutat   | 6 viles   | 1 poble   |
| 9                                                                                                  | Shiribeshi    | 後志総合振興局       | Shiribeshi            | Kutchan   | Otaru               | 234,984         | 4,305.83   | 1 ciutat   | 13 viles  | 6 pobles  |
| 10                                                                                                 | Sorachi       | 空知総合振興局       | Sorachi               | Iwamizawa | Iwamizawa           | 338,485         | 5,791.19   | 10 ciutats | 14 viles  |           |
| 11                                                                                                 | Sōya          | 宗谷総合振興局       | Sōya                  | Wakkanai  | Wakkanai            | 71,423          | 4,625.09   | 1 ciutat   | 8 viles   | 1 poble   |
| 12                                                                                                 | Tokachi       | 十勝総合振興局       | Tokachi               | Obihiro   | Obihiro             | 353,291         | 10,831.24  | 1 ciutat   | 16 viles  | 2 pobles  |
| 13                                                                                                 | Hidaka        | 日高振興局           | Iburi                 | Urakawa   | Shinhidaka          | 76,084          | 4,811.97   |            | 7 viles   |           |
| 14                                                                                                 | Hiyama        | 檜山振興局           | Oshima                | Esashi    | Setana              | 43,210          | 2,629.94   |            | 7 viles   |           |
| * No s'hi inclouen les dades de les Kurils que el Japó reclama com a part d'aquesta subprefectura. |               |                      |                       |           |                     |                 |            |            |           |           |